# Stephanos Geroulanos
Stephanos Geroulanos (griechisch Στέφανος Γερουλάνος, * 4. Juni 1940 in der Nähe von Athen) ist ein griechischer Chirurg.
Geroulanos' Familie stammt aus Kefalonia, sein Großvater war der Chirurg Marinos Geroulanos. Stephanos Geroulanos wuchs als Sohn des Archäologen Johannes Geroulanos inmitten archäologischer Artefakte auf. So wurde schon früh sein Interesse für die antike Kunst, vor allem die Vasenmalerei, geweckt. Als Geroulanos mit seinem Medizinstudium begann, bildete sich ein spezielles Interesse für Bilder mit einem medizinhistorischen Kontext heraus. In dieser Zeit begann er damit, ein Archiv mit Bildern von antiken Kunstwerken zu dieser Thematik anzulegen, die bis heute zu einer bedeutenden Photodokumentation angewachsen ist.
Lange Jahre war Stephanos Geroulanos als Viszeralchirurg und Professor am Universitätsspital Zürich tätig. Anfang der 1990er-Jahre wurde er zum Direktor des Onassis-Herzzentrums in Athen berufen.